# Ahren 43/45 (Mönchengladbach)

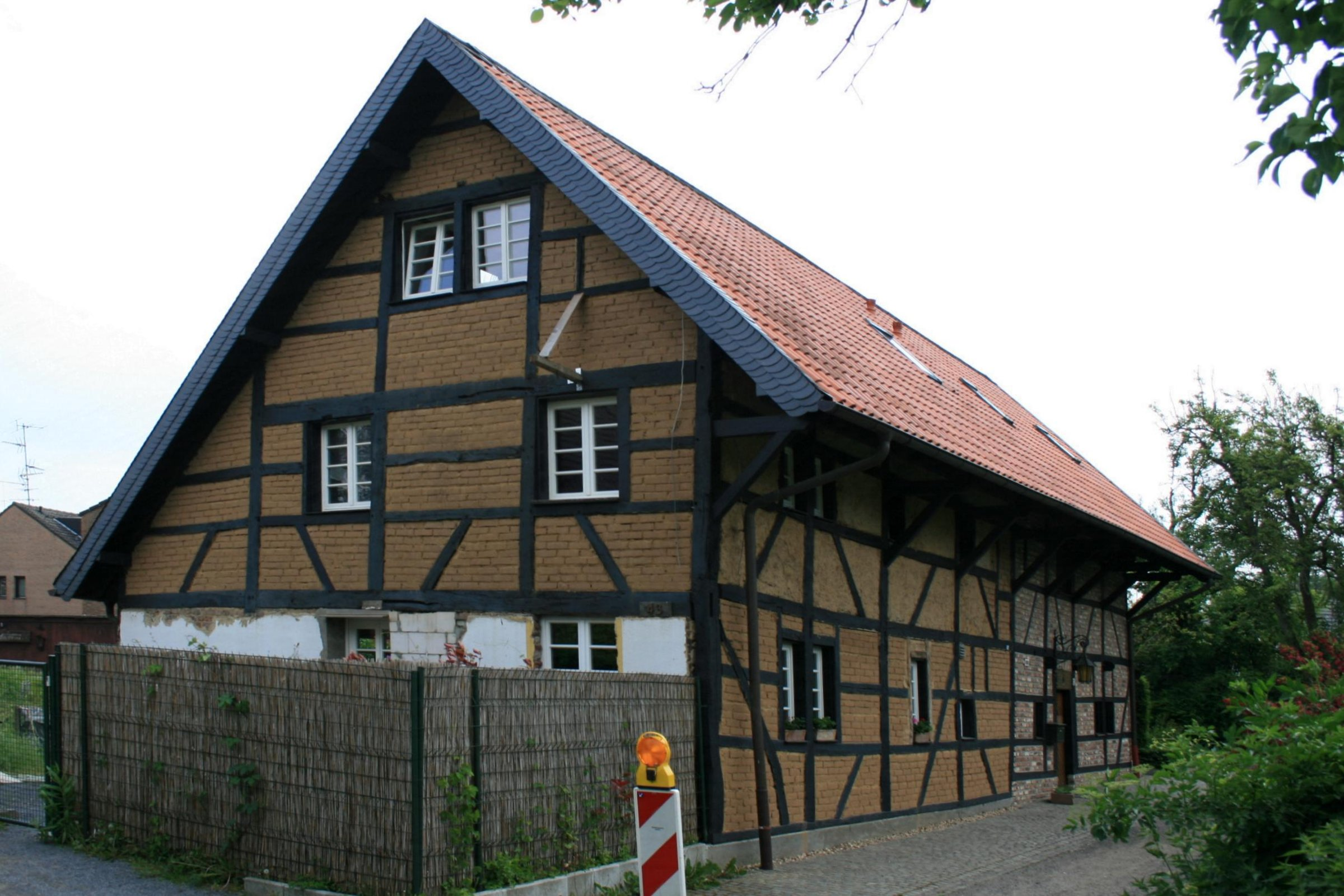
Fachwerkhaus (2010)

Das Fachwerkhaus Ahren 43/45 steht im Stadtteil Giesenkirchen in der Stadt Mönchengladbach in Nordrhein-Westfalen. Es wurde 1773 erbaut. Das Gebäude ist unter Nr. A 028 am 13. Juni 1990 in die Denkmalliste der Stadt Mönchengladbach eingetragen worden.
Es handelt sich um das Fachwerkwohnhaus des ehemaligen Schultheißenhofes (vierflügelige Hofanlage), inschriftlich auf Türbalken datiert:
MARIA JOSEPH BEWAHRE MICH / DIESES HAUS STEHET / IN GOTTES HANDT / GOTT BEHEVTE ES / VOR FEVR VND BRAND AVFF ERBAVET / + DURCH DAS HOCHWÜRDIGE CAPITEL S. GEREON IN COELN 1733 / DEN 28. APRILIS / I I H W S G